# Alexander Schmidt (antrenor)
Alexander Schmidt (n. 23 octombrie 1968) este un antrenor german de fotbal.

## Cariera de antrenor
Schmidt și-a început cariera sa de antrenor ca antrenor al echipei de tineret a lui FC Augsburg iar apoi la cea a lui 1860 München.
În iulie 2012, el a devenit antrenor principal la 1860 München II iar pe 18 noiembrie 2012 a devenit antrenor principal al primei echipe, atunci când Reiner Maurer a fost demis. Schmidt a fost demis pe 31 august 2013 și a fost înlocuit temporar de Markus von Ahlen, ca interimar iar ulterior Friedhelm Funkel a preluat echipa.

## Statistici antrenorat
La 30 ianuarie 2014.
| Echipa          | Început           | Sfârșit           | Rezultate | Rezultate | Rezultate | Rezultate | Rezultate | Rezultate |
| Echipa          | Început           | Sfârșit           | M         | V         | R         | Î         | Win %     | Note      |
| --------------- | ----------------- | ----------------- | --------- | --------- | --------- | --------- | --------- | --------- |
| 1860 München II | 1 iulie 2012      | 18 noiembrie 2012 | 21        | 11        | 3         | 7         | 52,38     | [ 6 ]     |
| 1860 München    | 18 noiembrie 2012 | 31 august 2013    | 28        | 10        | 9         | 9         | 35,71     |           |
| Total           | Total             | Total             | 49        | 21        | 12        | 16        | 42,86     | —         |